# Cathédrale d'Oulu
La cathédrale d'Oulu (en finnois Oulun tuomiokirkko) est une cathédrale luthérienne évangélique et le siège du diocèse d'Oulu, située dans le quartier de Pokkinen au centre d'Oulu en Finlande. 

## Histoire

### La première église
Une église en bois est construite dans les années 1610 à l'emplacement de l'actuelle cathédrale.
Un clocher séparé est construit à la même époque.
La première cloche, apportée par Jacob De La Gardie, est un butin de guerre de Novgorod où elle a été jetée en 1175.
Ce clocher est démoli en 1728 et la même année Johan Knubb en construit un nouveau dont la forme ressemble à celle des clochers de l'Ostrobotnie.
Le clocher de Knubb sert jusqu'au grand incendie de 1822.
Durant la grande colère, l'église se dégrade tellement qu'il n'est plus possible de la réparer.
En 1750 le mauvais état de l'édifice est attesté par l'évêque de Turku Johan Browallius. 
Bien que le mauvais état de l'édifice en rend l'utilisation dangereuse, on ne peut construire une nouvelle église que 20 ans plus tard.

### L'église Sophie-Madeleine
Les paroissiens souhaitaient une église en bois car un bâtiment de pierre semble trop coûteux.
Cependant en 1763, le roi Adolphe-Frédéric ordonne que l'église soit bâtie en pierres.
Daniel Hagman conçoit et dirige les travaux de construction.
L'église est inaugurée le jour de Noël 1777.
L'église est nommée, église Sophie-Madeleine, en l'honneur de l'épouse de Gustave III de Suède. 
L'église est utilisée depuis 1777 mais le bâtiment reste longtemps en travaux.
Ainsi les travaux des voûtes ne sont réalisés qu'en 1794-1797 sous la direction de Jacob Rijf.
Une grande partie des objets de culte est récupérée de l'église précédente.
Le retable représentant Le Christ sur la Croix est peint par Henrik Wackl et bien qu'il soit considéré comme peu réussi il sert de retable jusqu'en 1860.
Les structures de bois de l'église brûlent lors du grand incendie d'Oulu de 1822 ne laissant que les murs.

### La cathédrale d'Engel
En 1826, on commande à Carl Ludvig Engel les plans d'une nouvelle église qui sont livrés en mars 1827.
Les plans sont acceptés par le  Sénat et par la paroisse bien que la forme de l'église diffère beaucoup de la précédente.
Les travaux de reconstruction se terminent en 1832.
L'église est de style néoclassique.
Le clocher de 56,5 m de hauteur est érigé en 1845.
En 1900, l'église devient cathédrale quand l'évêché est transféré de Kuopio à Oulu.

### Extérieur

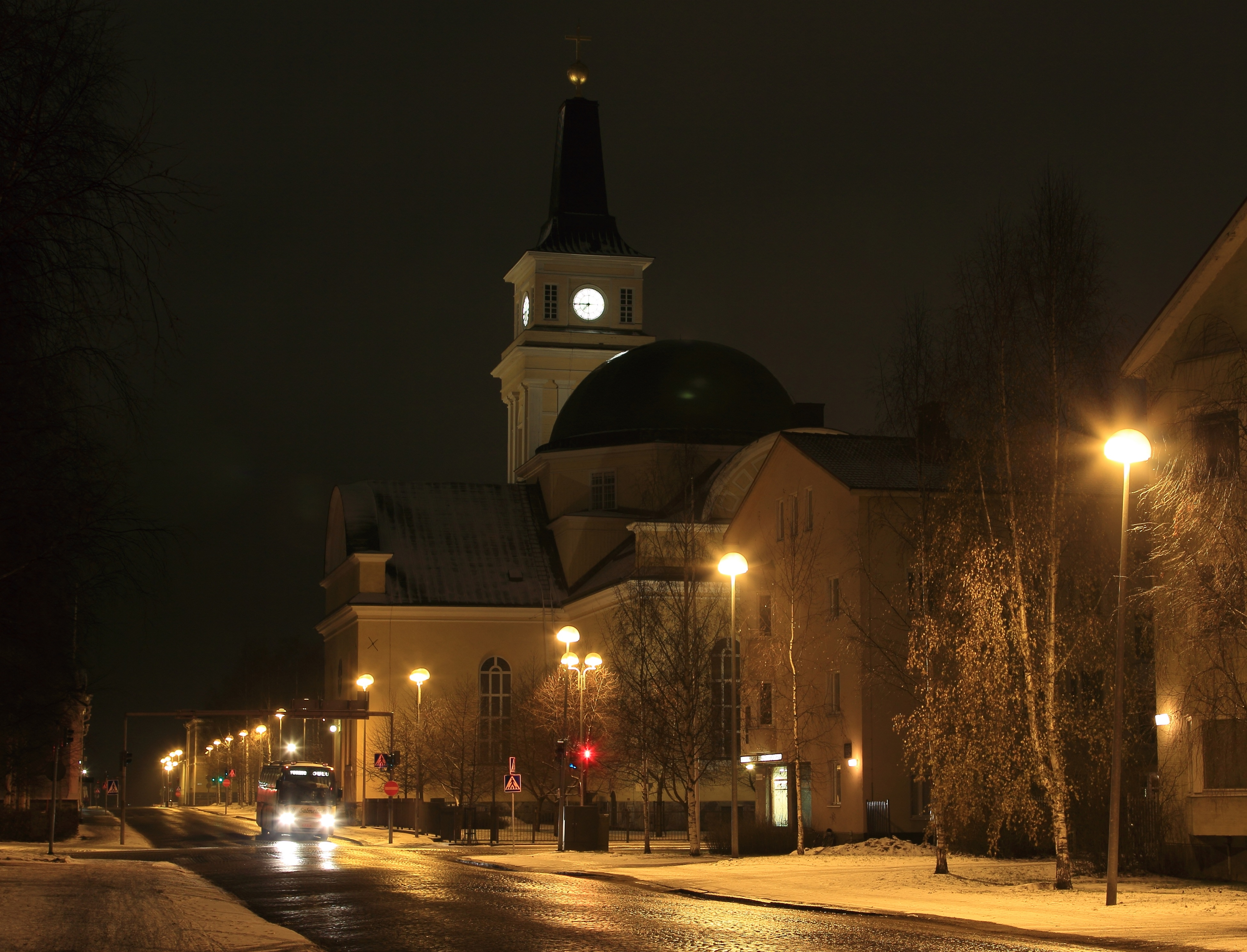
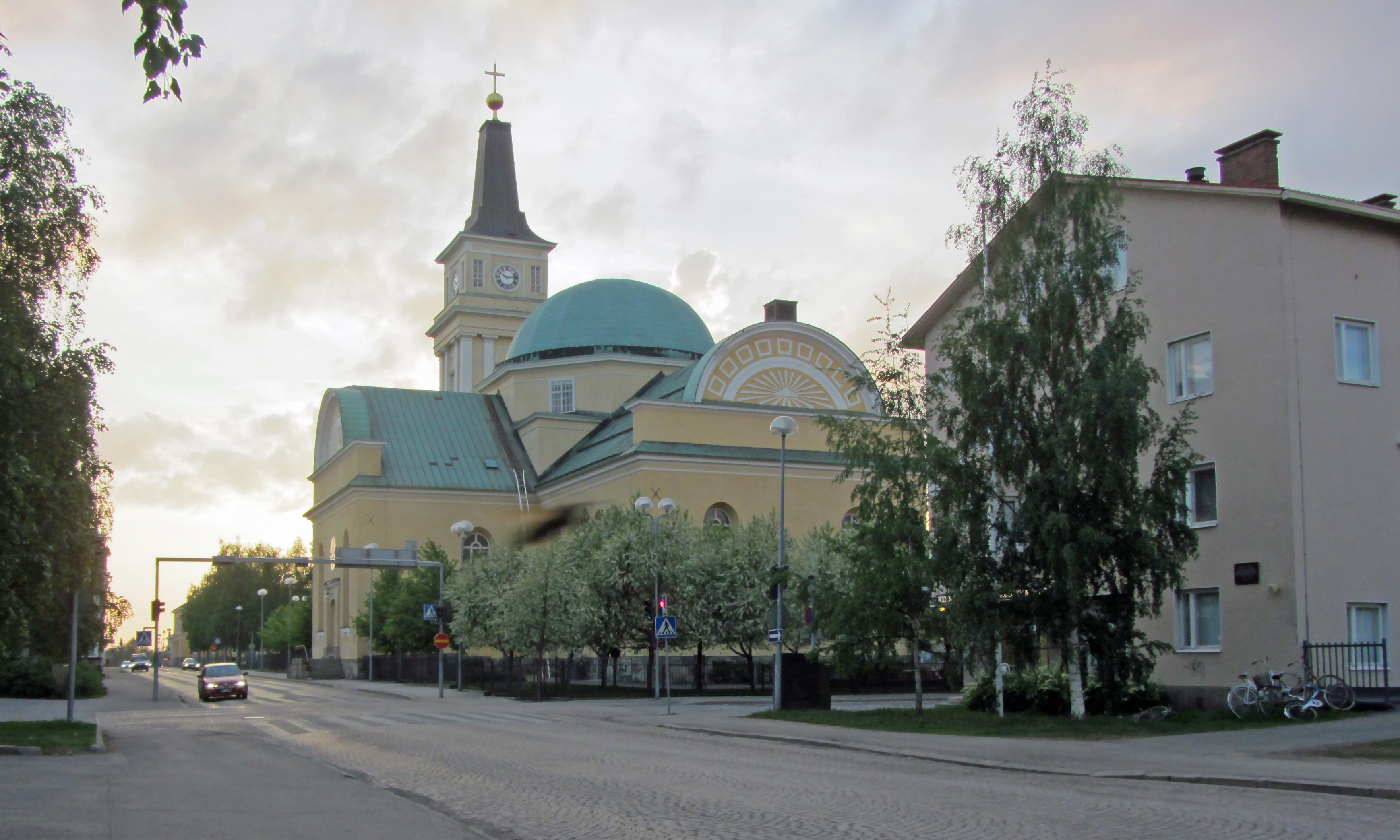
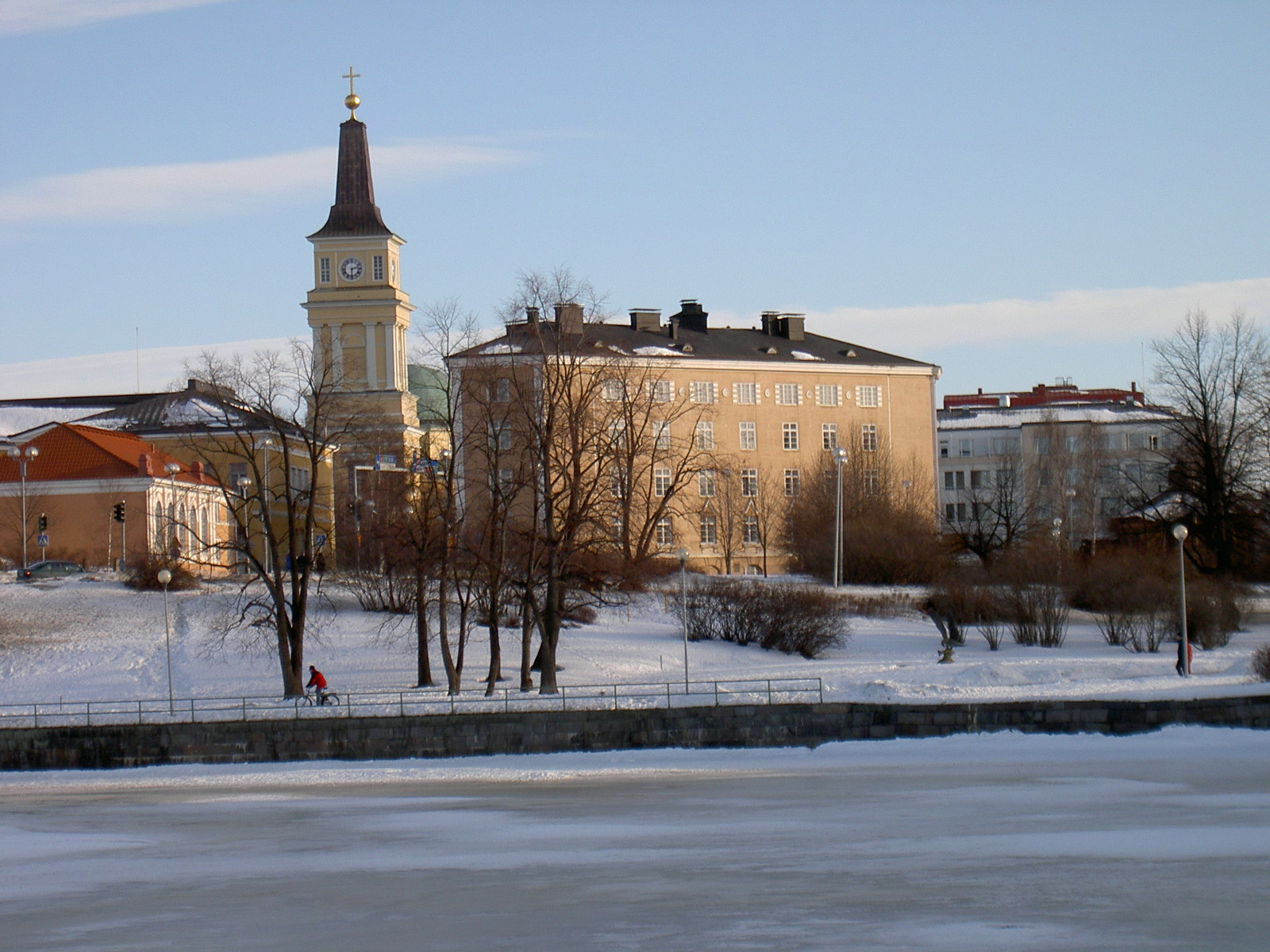

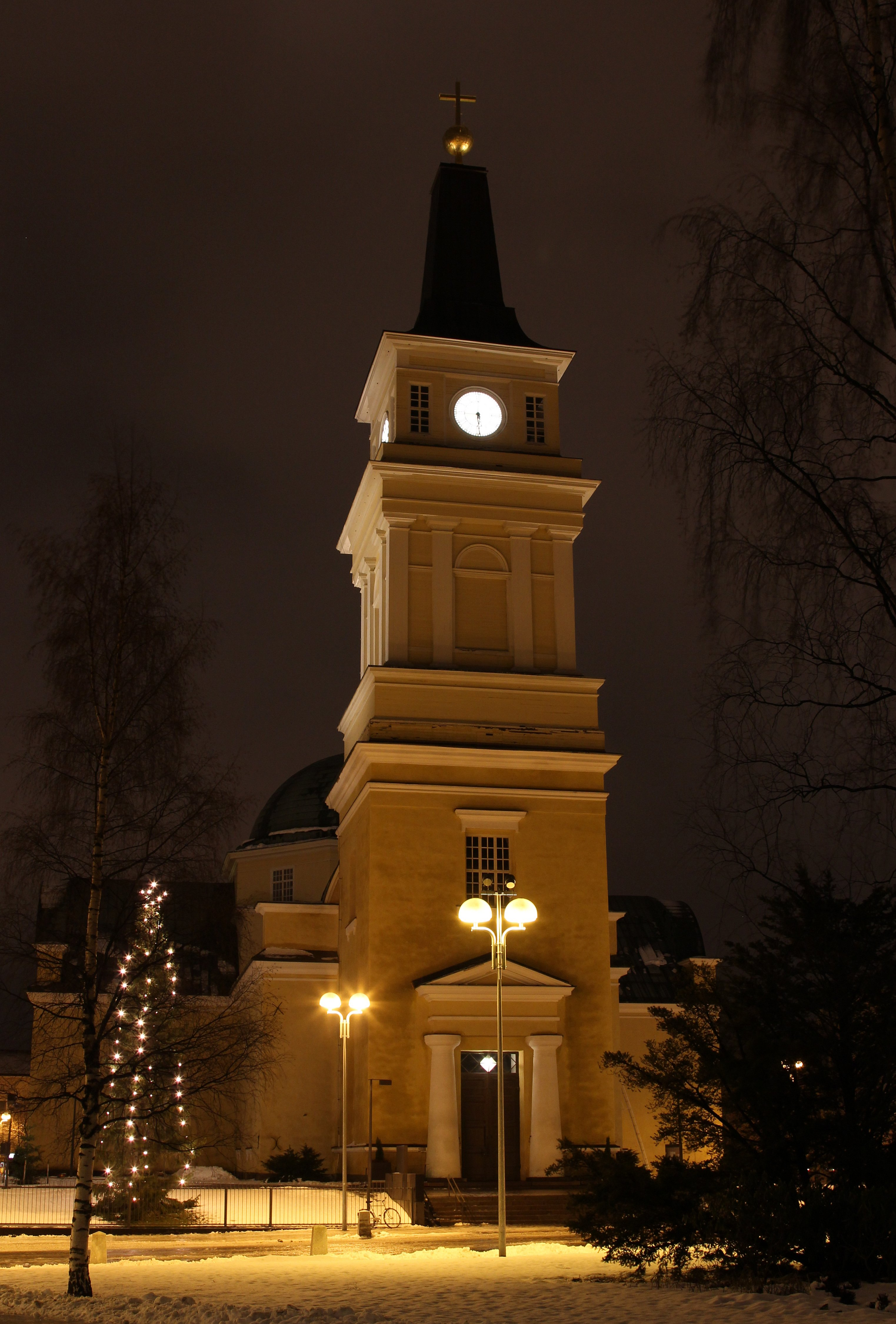
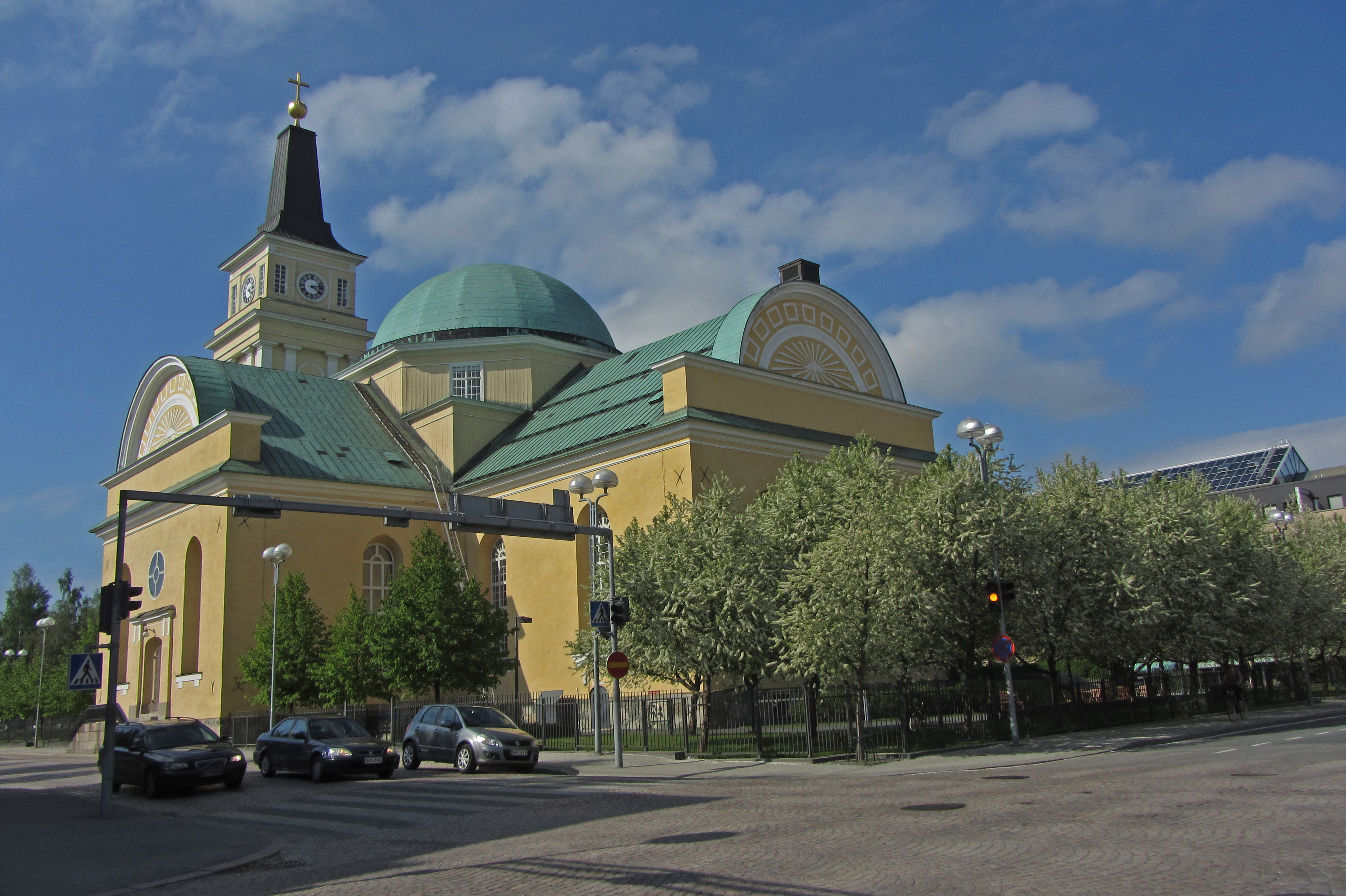
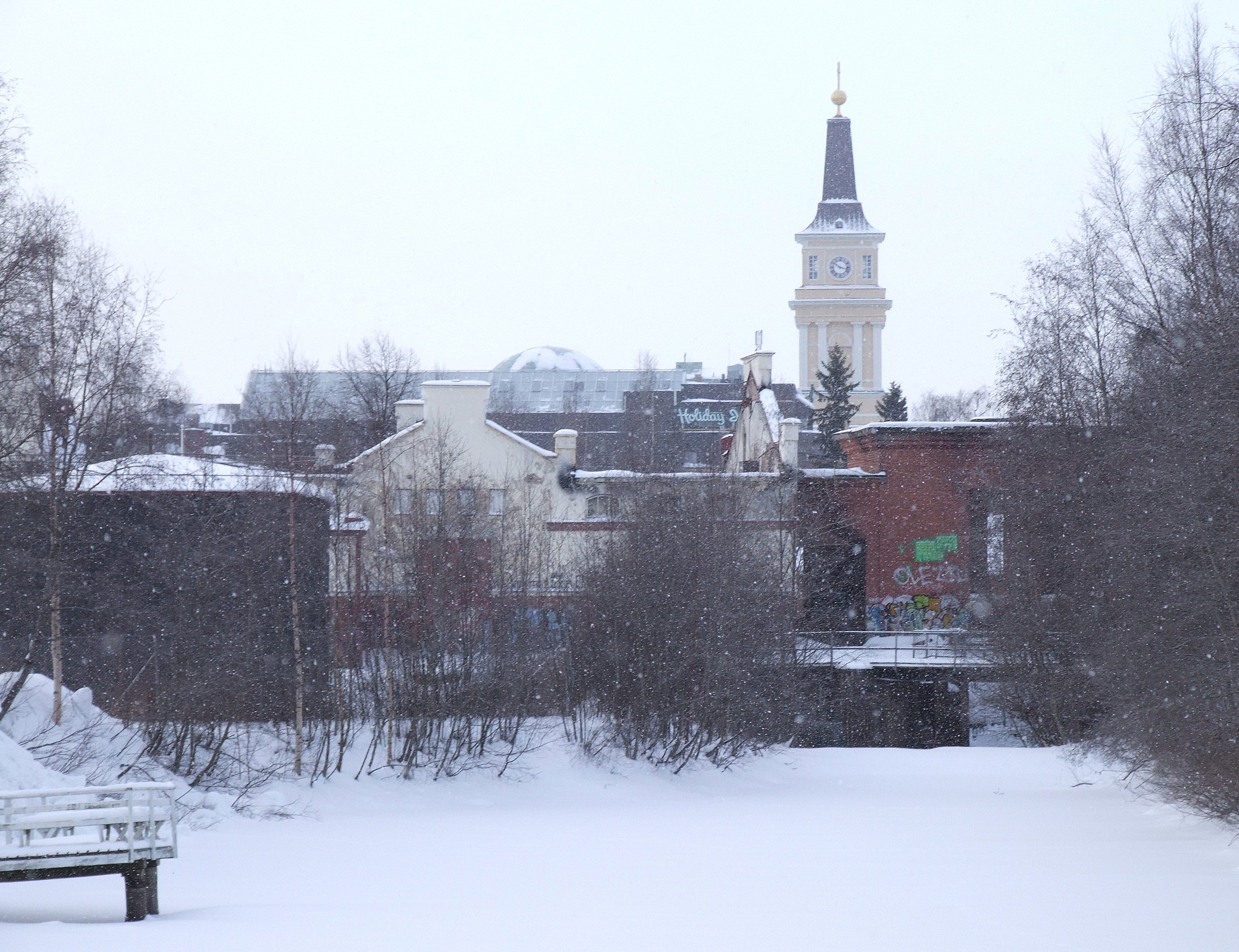

## Galerie

### Intérieur

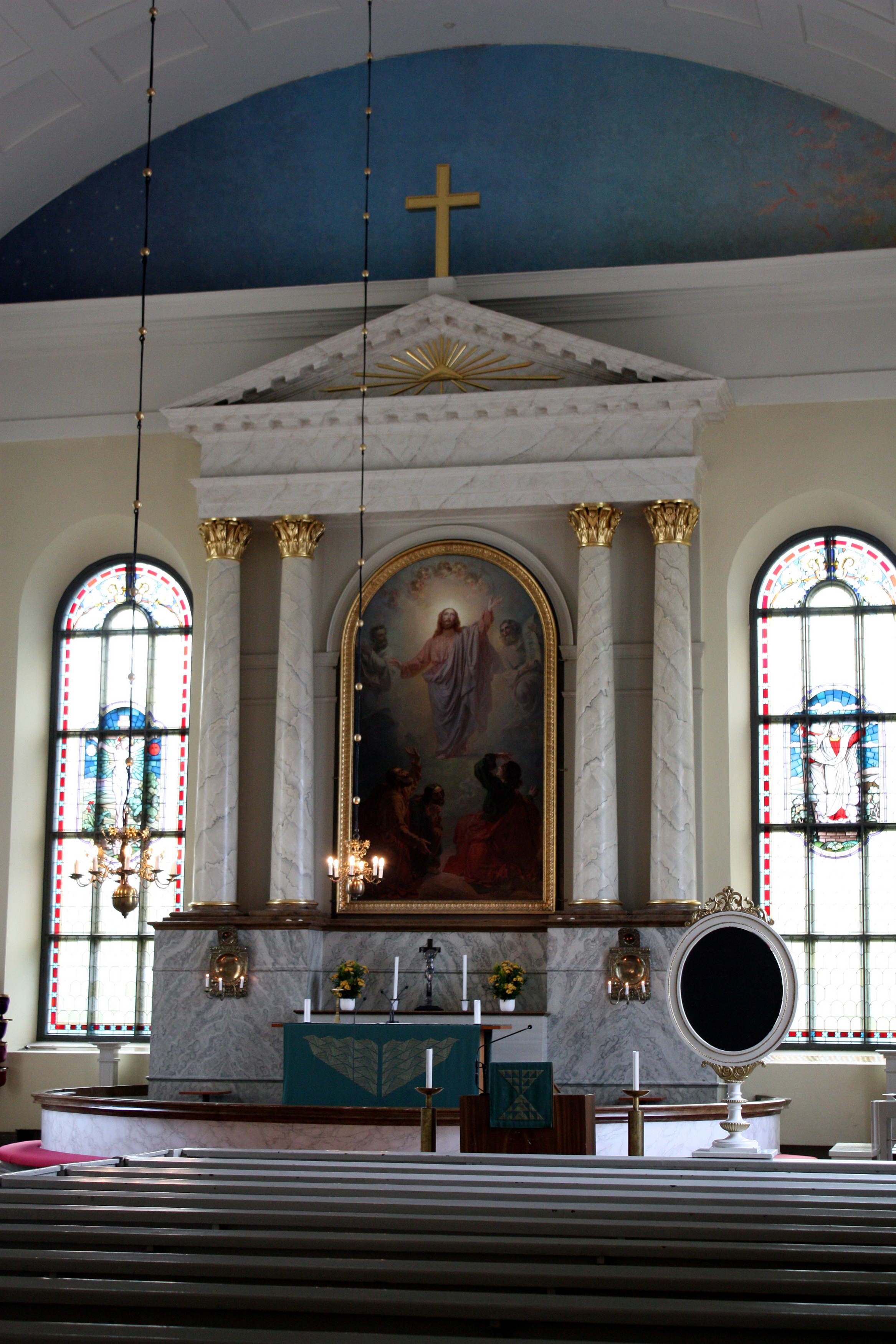
L'autel.
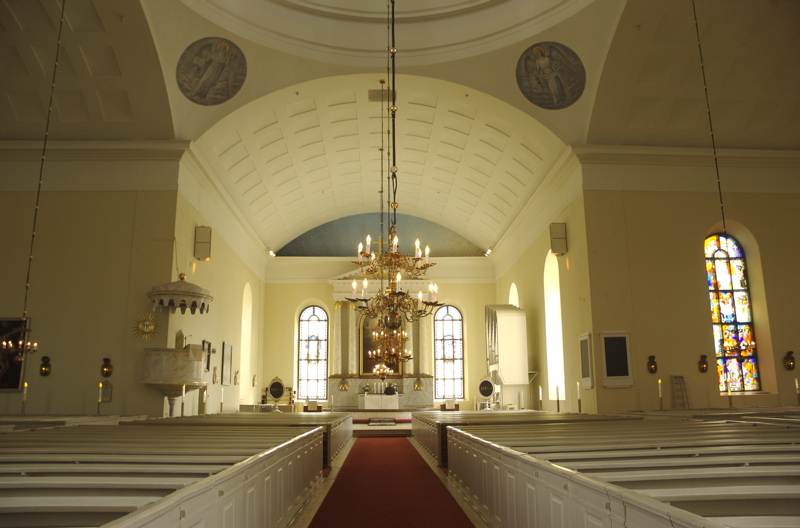
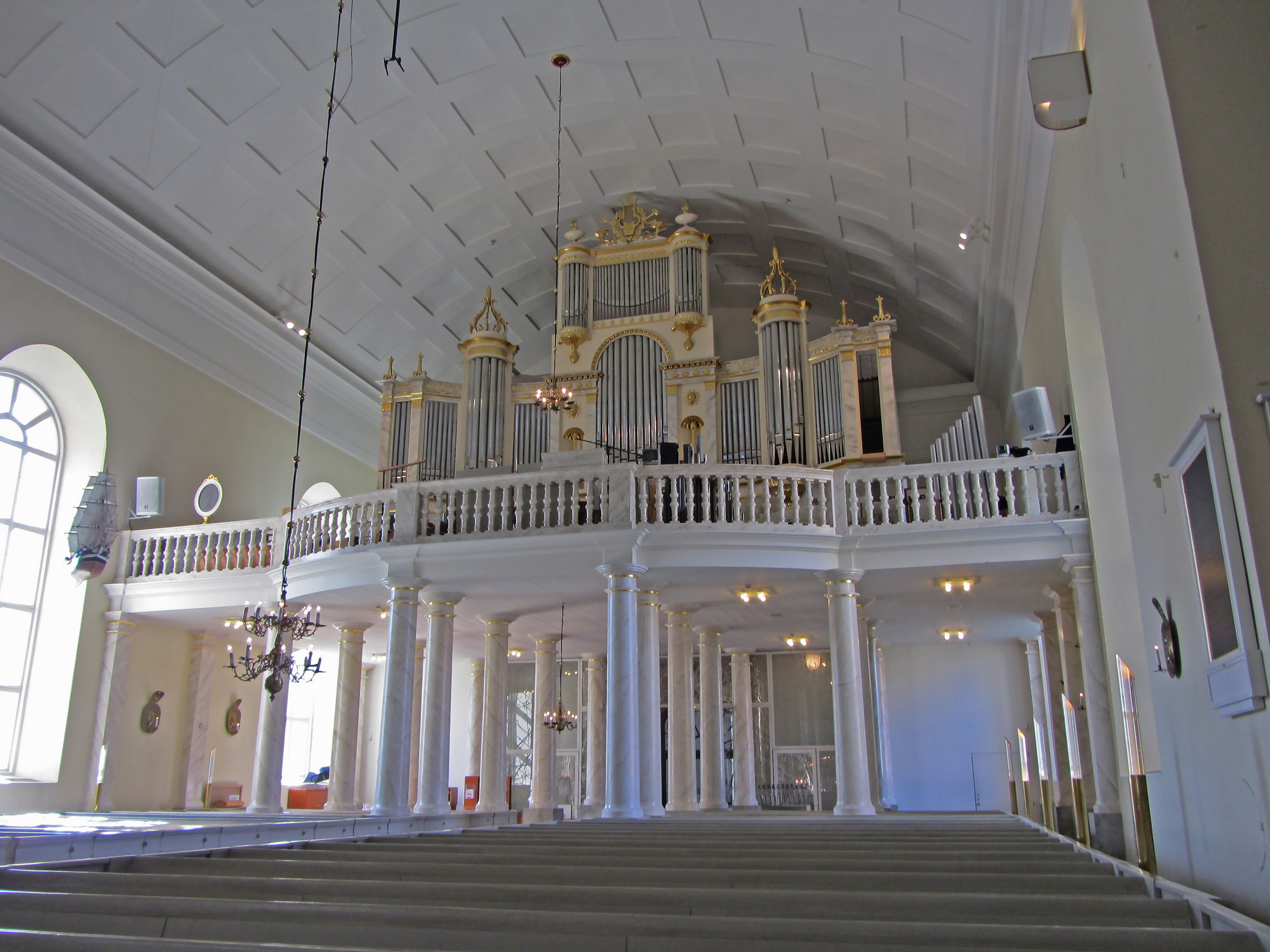
L'orgue.

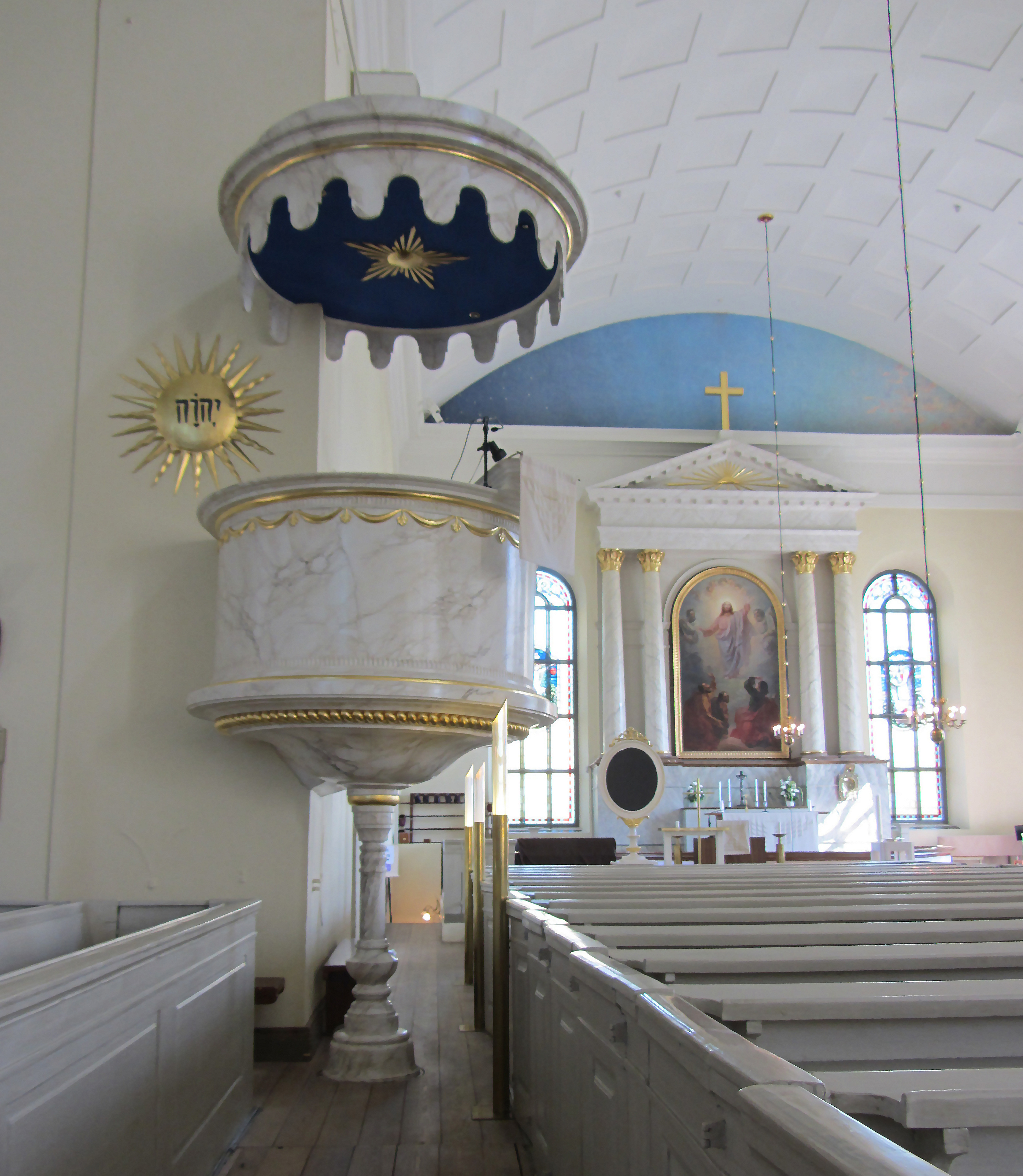
La Chaire.
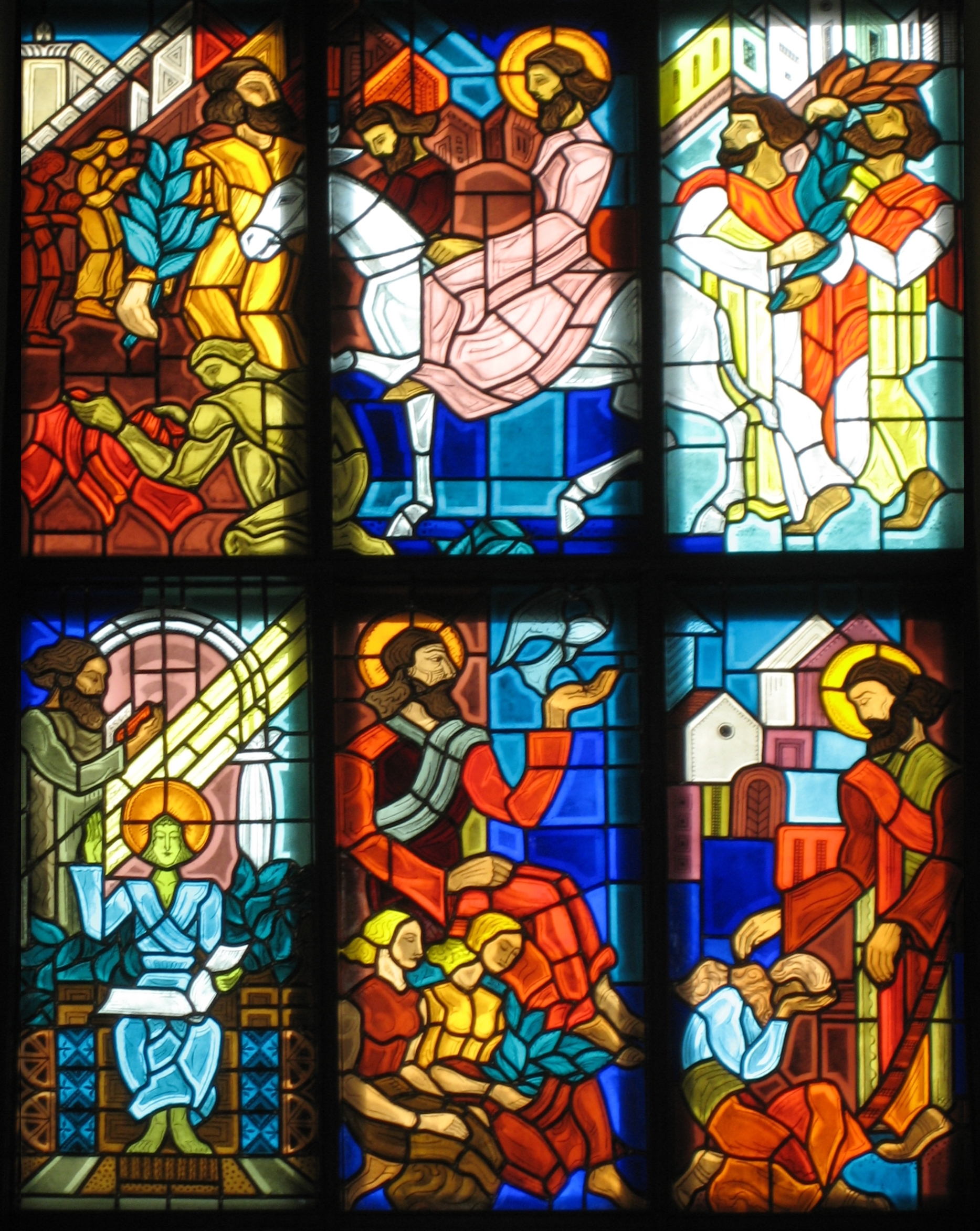
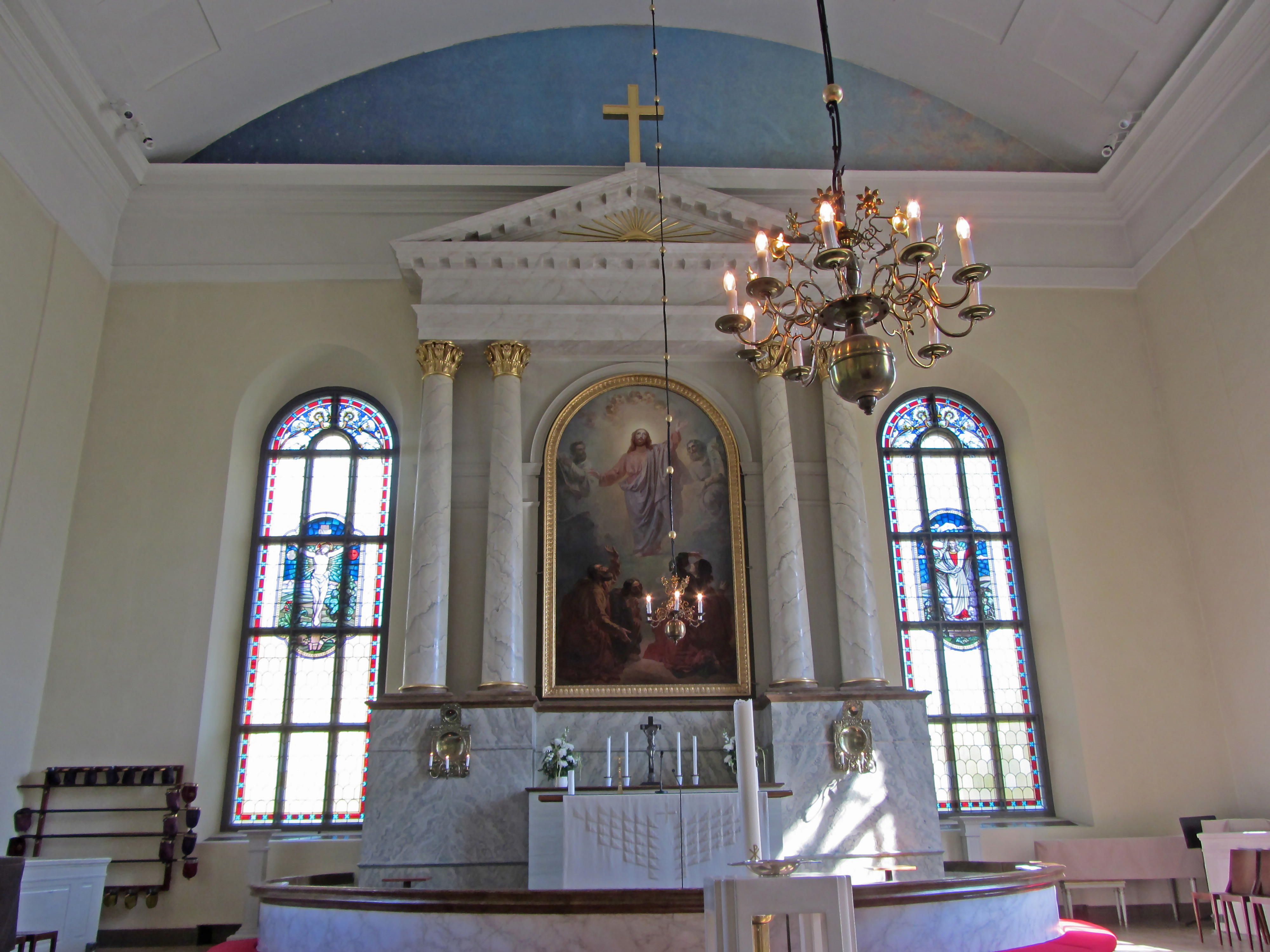
Retable de Robert Wilhelm Ekman.